# 锡索尼亚
锡索尼亚（希臘語：Σιθωνία）是希腊中马其顿大区哈尔基季基专区的市镇，行政中心为尼基蒂镇。市镇面积为516.8平方公里，2021年人口数量为12,080人。
现今范围的市镇设立于2011年地方政府改革中，由原两个市镇（锡索尼亚和托罗尼）合并而成，原市镇则成为此市镇的两个市区。卡锡索尼亚市区（即原锡索尼亚市镇）的面积为322.875平方公里，2021年人口数量为8,750人。